# Venera iz Galgenberga
Venera iz Galgenberga je figurica Venere iz doba Aurignaciena, datirana prije oko 30 000 godina. Skulptura, na njemačkom jeziku poznata i pod nazivom Fanny von Galgenberg, otkrivena je 1988. godine u blizini Stratzinga u Austriji, nedaleko od mjesta na kojem se nalazi Venera iz Willendorfa. Figurice statue su obično izložene u istom kabinetu Prirodoslovnog muzeja u Beču, kako bi se naglasila posebna priroda ove dvije "stare dame", kako ih kustos od milja naziva.
Figurica je visoka 7.2 cm, a teži 10 g. Klesana je od sjajne zelene serpentinske stijene koja se nalazi u neposrednoj blizini mjesta na kojem je figurica iskopana.
Budući da figurica pokazuje "plesnu pozu", nadimak "Fanny" dobila je po Fanny Elssler, austrijskoj balerini 19. stoljeća.